# Prvi indokineski rat
Vijetnamski rat ili Prvi indokineski rat, 1946. – 1954., bio je rat između vijetnamskog pokreta otpora, Viet Minha, predvođenog Ho Ši Minom i Francuske. Rat je trajao od 1946. do 1954. a završava kada Francuska napušta Francusku Indokinu, francuske kolonijalne oblasti u današnjem Vijetnamu, Laosu i Kambodži. Posljedica rata bilo je dijeljenje Vijetnama na Sjeverni i Južni, a nastavljen je kasnije kroz Rat u Vijetnamu.

## Povijest
Vijetnam je bio prisiljen priznati francusko zapovjedništvo 1880-ih, postavši dio Francuske Indokine. Početkom 20. stoljeća dolazi do prvih ustanaka Vijetnamaca protiv francuske vlasti i osnivanja prvih stranaka 1920-ih i 1930-ih. Ustanak pod vodstvom komunista bio je ugušen.
Tijekom Drugog svjetskog rata dobili su Japanci dozvolu od Višijskog Režima da mogu koristiti resurse Indokine. Veliki broj omaldinaca priključuje se nacionalnom oslobodilačkom pokretu Viet Minhu kojim je upravljao Ho Ši Min. Poslije kapitulacije Japana, dolazi do ustanka i 2. rujna 1945. Ho Ši Min proglašava Demokratsku republiku Vijetnam u Hanoju. Francuzi nisu na to pristali već su željeli ujediniti sve svoje kolonije u Indokini u jednu federaciju koja bi bila neovisna ali bi ipak pripadala francuskoj uniji. Stanovništvo Indokine je bilo kritično prema francuskim planovima koje su vidjeli kao direktan nastavak kolonijalizma. Započinje rat.

## Ratna zbivanja
23. studenog 1946. Francuzi su bombardirali luku Haiphong u sjevernom Vijetnamu. Ubrzo Francuzi preuzimaju kontrolu nad glavnim punktovima u gradi dok se vijetnamski vojnici povlače u brda i započinju gerilsko ratovanje. U svibnju 1950. Trumanova administracija daje podršku Francuskoj, što je bio prvi korak američkog angažmana u Vijetnamu. SAD su slali Francuzima ratnu tehniku poput tenkova i transportnih zrakoplova. Kasnije su slali i ratne zrakoplove, vojne savjetnike i tehničare. Američka pomoć sljedećih godina Francuzima iznosila je milijardu dolara godišnje. 1954. godina bila je odlučujuća za ishod rata. Viet Minh je uz kinesku pomoć zauzeo "neosvojivu" francusku bazu Điện Biên Phủa u bitci kod Điện Biên Phủa što je odlučilo rat i Francuzi su kapitulirali.